# Воля-Кеджинська
Воля-Кеджинська (пол. Wola Kiedrzyńska) — село в Польщі, у гміні Миканув Ченстоховського повіту Сілезького воєводства.
Населення — 447 осіб (2011).
У 1975—1998 роках село належало до Ченстоховського воєводства.

## Демографія
Демографічна структура станом на 31 березня 2011 року:
|          | Загалом | Допрацездатний вік | Працездатний вік | Постпрацездатний вік |
| -------- | ------- | ------------------ | ---------------- | -------------------- |
| Чоловіки | 220     | 52                 | 147              | 21                   |
| Жінки    | 227     | 43                 | 139              | 45                   |
| Разом    | 447     | 95                 | 286              | 66                   |